# Nuestro último verano
Nuestro último verano (en inglés: The Last Summer) es una película estadounidense de comedia romántica dirigida por William Bindley a partir de un guion que coescribió con Scott Bindley. La película es protagonizada por KJ Apa, Jacob Latimore, Maia Mitchell y Tyler Posey. 
Fue estrenada el 3 de mayo de 2019 por Netflix .

## Reparto
- KJ Apa como Griffin.
- Maia Mitchell como Phoebe.
- Jacob Latimore como Alec.
- Halston Sage como Erin.
- Tyler Posey como Ricky Santos.
- Sosie Bacon como Audrey.
- Mario Revolori como Reece.
- Wolfgang Novogratz como Foster.
- Jacob McCarthy como Chad.
- Gage Golightly como Paige.
- Audrey Grace Marshall como Lilah.
- Greer Grammer como Christine.
- Jackie Sandler como Tracey.
- Norman Johnson Jr como Mason.
- Gabrielle Anwar como la mamá de Griffin.
- Ed Quinn como el papá de Griffin.
- Brenna Sherman como Sierra.
- Gabriel "Minnow" Vigliotti como Zachary.

## Producción
En enero de 2018, se anunció que KJ Apa protagonizaría The Last Summer, una película dirigida por William Bindley a partir de un guion de Bindley y su hermano, Scott Bindley. En ese momento, la producción principal estaba programada para comenzar el 23 de abril de 2018. En marzo de 2018, Jacob Latimore se unió al reparto, con la producción principal atrasada hasta el 7 de mayo de 2018. En abril de 2018, Maia Mitchell se unió al elenco para interpretar al interés amoroso de Apa en la película. En mayo de 2018, Tyler Posey y Forrest Goodluck se unieron al elenco.
En junio de 2018, se anunció que Netflix había adquirido los derechos mundiales de la película con Halston Sage, Sosie Bacon, Gage Golightly, Wolfgang Novogratz, Jacob McCarthy, Mario Revolori (en reemplazo de Goodluck) y Gabrielle Anwar uniéndose al elenco.
El rodaje comenzó en mayo de 2018.

## Estreno
Estrenada el 3 de mayo de 2019.